# متلازمة الشريان الدماغي الأوسط
متلازمة الشريان الدماغي الأوسط هي حالة مسببة لتقييد التروية الدموية الواردة من الشريان الدماغي الأوسط (إم سي إيه)، ما يؤدي إلى تراجع في وظيفة أجزاء الدماغ التي يغذيها هذا الوعاء: الجوانب الوحشية من الفص الجبهي، والفصان الصدغي والجداري، والإكليل المتشعع، والكرة الشاحبة، والنواة الذنبية والبطامة. يُعتبر الشريان الدماغي الأوسط أكثر منطقة معرضة بشكل شائع لتطوير السكتة الدماغية الإقفارية.
تتنوع العلامات والأعراض بين الأفراد المصابين بمتلازمة الشريان الدماغي الأوسط بالاستناد إلى موقع انغلاق الشريان وشدته. تميل الانسدادات الأكثر وحشية نحو التسبب في درجات معتدلة من العجز نتيجة التفرعات الواسعة للشريان وانخفاض الاستجابة الإقفارية. في المقابل، تؤدي حالات الانغلاق الدانية إلى تأثيرات واسعة النطاق من شأنها التسبب في وذمة دماغية كبيرة، وارتفاع الضغط داخل القحف، وفقدان الوعي وحتى الوفاة. في بعض الحالات، يُعطى المصاب المانيتول (مدر بول تناضحي) أو المحلول الملحي مفرط التوتر من أجل سحب السوائل إلى خارج المخ الوذمي بهدف التقليل من احتمالية الإصابة الثانوية. يُعتبر المحلول الملحي مفرط التوتر أفضل من المانيتول، إذ يتسبب المانيتول في انخفاض متوسط الضغط الشرياني بفضل خواصه المدرة للبول، لكن مع اعتبار التروية الدماغية ناتج الضغط الشرياني مطروحًا منه الضغط داخل القحف، يؤدي المانيتول أيضًا إلى انخفاض التروية الدماغية.
تتمثل التظاهرات الأكثر شيوعًا لمتلازمة الشريان الدماغي الأوسط في الخزل الشقي للجانب المقابل وفقدان الحس في نصف الوجه والطرفين العلويين والسفليين. يحافظ المصاب على وظيفة الطرف السفلي بشكل أكبر من وظيفة المنطقة الوجهية العضدية. يغذي الشريان الدماغي الأوسط غالبية المناطق القشرية الحركية الأولية والحسية الجسدية، إذ يمكن بالتالي استخدام أنيسان القشرة بهدف تحديد مواضع العجز بشكل دقيق. غالبًا ما تؤثر آفات الشريان الدماغي الأوسط على نصف الكرة المخية المسيطر، أي نصف الكرة المخية الأيسر.

## العلامات والأعراض
- الخزل الشقي أو الفالج في النصف السفلي للجانب المقابل من الوجه.
- الخزل الشقي أو الفالج في الأطراف العلوية والسفلية من الجانب المقابل*
- فقدان الحس في الوجه والذراع والقدم من الجانب المقابل*
- رنح الأطراف من الجانب المقابل*
- اضطرابات الكلام / الحبسة: باحة بروكا، أو فيرنيكه أو الحبسة الشاملة نتيجة آفة في نصف الكرة المخية المسيطر (عادة الدماغ الأيسر)
- العجز الإدراكي: الإهمال الحيزي النصفي، وعمه العاهة، والعمه الحركي والتشوش المكاني نتيجة آفة نصف الكرة المخية غير المسيطر (عادة الدماغ الأيمن)
- الاضطرابات البصرية: انحراف العين المتقارن، الذي يمثل ميل الحملقة نحو جهة الآفة؛ العمى الشقي المماثل للجانب المقابل.[6]

ملاحظة: *العجز الوجهي العضدي أكبر من العجز في الطرف السفلي

## التشخيص
يمكن تأكيد التشخيص من خلال استخدام تصوير «سي تي» أو «إم آر آي» من أجل إجراء المزيد من الفحوصات.